# Claudio Morel Rodríguez
Claudio Marcelo Morel Rodríguez, född 2 februari 1978 i Asunción, är en paraguayansk fotbollsspelare som sedan 2015 spelar för den paraguayanska klubben 12 de Octubre och Paraguays fotbollslandslag.